# Абрамов Карен Ваганович
Абрамов Карен Ваганович (нар. 9 грудня 1968, Баку) — тренер з плавання. Заслужений тренер України (2001). Нагороджений Почесною грамотою Кабінету Міністрів України (2005).
Закінчив Азербайджанський інститут фізичної культури у 1991 році. Працював тренером при Миколаївському обласному центрі «Інваспорт». Серед вихованців — Володимир Натальчук — багаторазовий призер Дефлімпійських ігор з плавання.
З 2013 року — доцент кафедри олімпійського та професійного спорту Чорноморського національного університету імені Петра Могили.